# نیکولاس ورث
نیکولاس ورث (انگلیسی: Nicholas Worth؛ ۴ سپتامبر ۱۹۳۷ – ۷ مهٔ ۲۰۰۷) یک هنرپیشه اهل ایالات متحده آمریکا بود.
او در فیلم اکش جکسون و خون و بتن بازی کرده است.